# Xingyang
Xingyang is een stad in de prefectuur Zhengzhou in de provincie Henan van de Volksrepubliek China. De stad bestaat uit geschriften meer dan 3000 jaar. In 2020 had de stad bij de volkstelling 424.072 inwoners.